# Колковское сельское поселение
Колковское сельское поселение — упразднённое муниципальное образование в составе Орловского района Кировской области России.
Столица — село Колково.

## История
Колковское сельское поселение образовано 1 января 2006 года согласно Закону Кировской области от 07.12.2004 № 284-ЗО.
5 июля 2011 года в соответствии с Законом Кировской области № 18-ЗО поселение включено в состав Орловского сельского поселения.

## Состав
В состав поселения входят 24 населённых места:
| - село Колково - деревня Агапиха - деревня Боярские - деревня Голодаевщина - деревня Забайдуг - деревня Зимаки - деревня Зоновы - деревня Кодоловщина | - деревня Кумачи - деревня Лапытичи - деревня Малковы - деревня Малыши - деревня Малышовщина - деревня Мальцы - деревня Потаничи - деревня Cеличи | - село Соловецкое - деревня Степановщина - деревня Тарабановы - деревня Тобольские - деревня Шабаленки - деревня Шалагинцы - деревня Шеромовы - деревня Шишкари |